# Cinclidotus
Cinclidotus, rod pravih mahovina iz podrazreda Bryidae, danas uklopljena u porodicu Pottiaceae; ili ponekad u vlastitu porodicu Cinclidotaceae. Postoji najmanje 11 priznatih vrsta

## Vrste
1. Cinclidotus acutifolius Broth.
2. Cinclidotus aquaticus (Hedw.) Bruch & Schimp.
3. Cinclidotus bistratosus Kürschner & Lübenau-Nestle
4. Cinclidotus confertus Lüth
5. Cinclidotus danubicus Schiffn. & Baumgartner
6. Cinclidotus fontinaloides (Hedw.) P. Beauv.
7. Cinclidotus herzogii Pavletić
8. Cinclidotus nyholmiae Çetin
9. Cinclidotus pachyloma E.S. Salmon
10. Cinclidotus pachylomoides Bizot
11. Cinclidotus riparius (Host ex Brid.) Arn.